# Sphagnum alaskense
Sphagnum alaskense är en bladmossart som beskrevs av Charles Frederick Andrus och Joannes Arnoldus P. Janssens 2003. Sphagnum alaskense ingår i släktet vitmossor, och familjen Sphagnaceae. Inga underarter finns listade i Catalogue of Life.